# Placówka Straży Celnej „Jelonki”

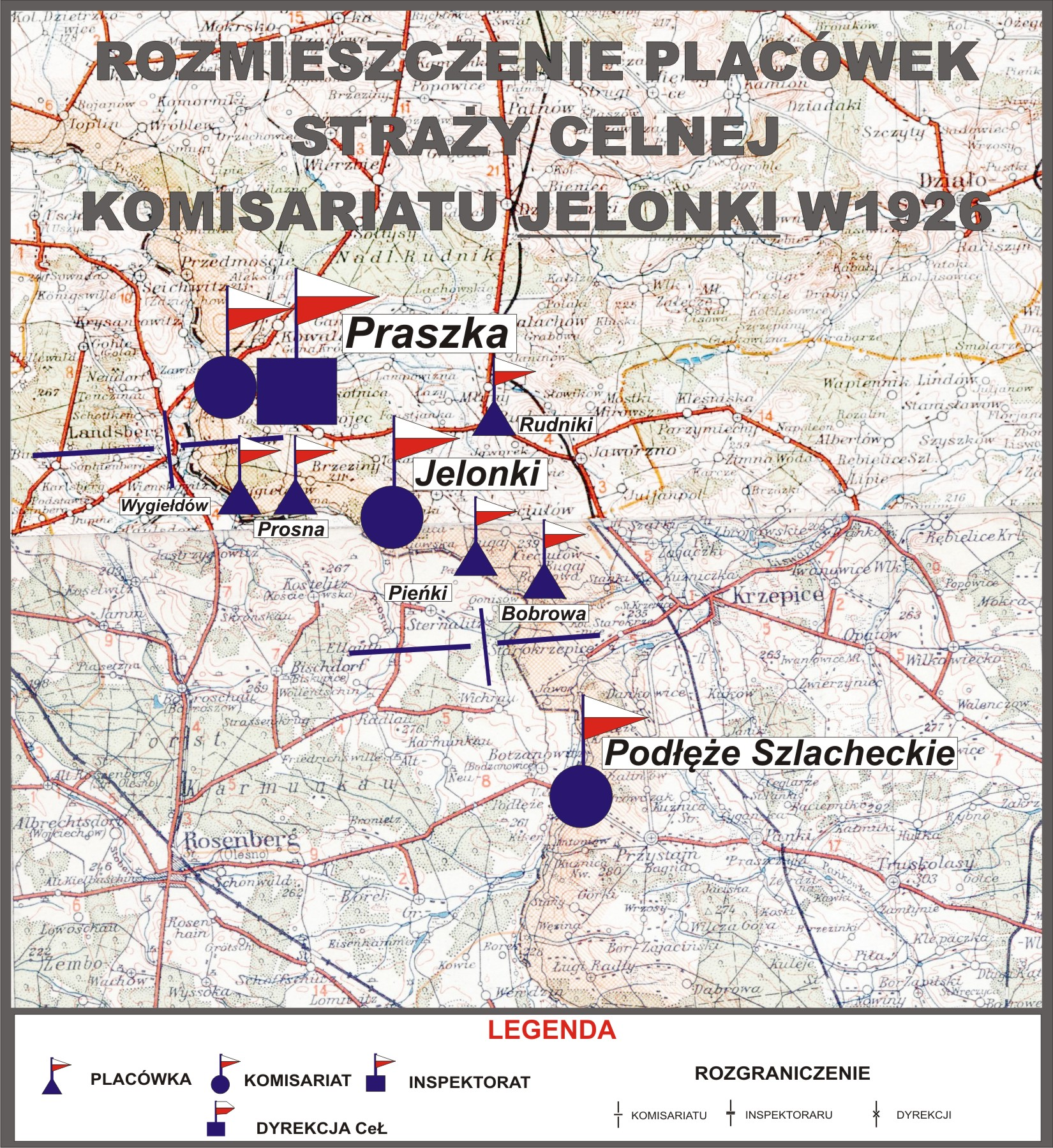
Rozmieszczenie placówek SC Komisariatu Jelonki

Placówka Straży Celnej „Jelonki” – jednostka organizacyjna Straży Celnej pełniąca w okresie międzywojennym służbę ochronną na granicy polsko-niemieckiej.

## Formowanie i zmiany organizacyjne
Na wniosek Ministerstwa Skarbu, uchwałą z 10 marca 1920 roku, powołano do życia Straż Celną. Od połowy 1921 roku jednostki Straży Celnej rozpoczęły przejmowanie odcinków granicy od pododdziałów Batalionów Celnych.  W 1921 roku w Żytniowie stacjonował sztab 4 kompanii 5 batalionu celnego. 4 kompania celna jedną ze swoich placówek wystawiła w Jelonkach. Proces tworzenia Straży Celnej trwał do końca 1922 roku. Placówka Straży Celnej „Jelonki” weszła w podporządkowanie komisariatu Straży Celnej „Jelonki” z Inspektoratu SC „Praszka”.
W drugiej połowie 1927 roku przystąpiono do gruntownej reorganizacji Straży Celnej. W praktyce skutkowało to rozwiązaniem tej formacji granicznej. Ochronę północnej, zachodniej i południowej granicy państwa przejęła powołana z dniem 2 kwietnia 1928 roku  Straż Graniczna.
Rozkazem nr 3 z 25 kwietnia 1928 roku w sprawie organizacji Wielkopolskiego Inspektoratu Okręgowego dowódca Straży Granicznej gen. bryg. Stefan Pasławski powołał komisariat Straży Granicznej „Jaworzno”. Placówka Straży Granicznej I linii „Jelonki” znalazła się w jego strukturze.

## Funkcjonariusze placówki
Kierownicy placówki
| stopień          | imię i nazwisko, numer    | okres pełnienia służby | kolejne stanowisko |
| ---------------- | ------------------------- | ---------------------- | ------------------ |
| starszy strażnik | Aleksander Milewski (745) | był w 1926             |                    |

Obsada personalna placówki w 1926:
- starszy strażnik Aleksander Milewski (745)
- strażnik Jan Mańkowski (884)
- strażnik Franciszek Jarczak (638)
- strażnik Rudolf Hartwicz (689)
- strażnik Leon Pstrokulski (750)
- strażnik Józef Walkiewicz (1003)
- strażnik Józef Sokołowski (758)
- strażnik Stefan Solarski (764)
- strażnik Leon Korbik (895)
- strażnik Stanisław Jędrzejczak (639)